# Estádio da Cidadela
Estádio da Cidadela – stadion w Luandzie. Najczęściej używany jako stadion piłkarski. Na co dzień, występują na nim trzy angolskie drużyny piłkarskie - Petro Atlético Luanda, Primeiro de Agosto Luanda i Benfica Luanda. Może pomieścić 60 000 widzów.